# Ясенок
Ясено́к — село в Україні, у Краснопільській селищній громаді Сумського району Сумської області. Населення становить 94 осіб. До 2016 орган місцевого самоврядування — Чернеччинська сільська рада.

## Географія
Село Ясенок розташоване на березі річки Боромля, вище за течією на відстані 2 км розташовані села Івахнівка та Виднівка, нижче за течією на відстані 2 км розташоване село Гапонівка.
На річці невеличка загата.

## Історія
Засновано поблизу витоку р. Боромельки, належало до Хухрянської сотні Сумського полку Слобідської України. 1732 у власності хухрянського сотника Романа Карпова. Тоді в ньому нараховувалося 51 двір з 179 жителями.
1841 збудований Борисоглібський храм (це другий храм, перший був невідомо коли побудований і невідомо за яких причин зруйнований).
Село постраждало внаслідок геноциду українського народу, проведеного урядом СССР 1923—1933 та 1946–1947 роках.
12 червня 2020 року, відповідно до розпорядження Кабінету Міністрів України № 723-р «Про визначення адміністративних центрів та затвердження територій територіальних громад Сумської області», село увійшло до складу Краснопільської селищної громади.
19 липня 2020 року, в результаті адміністративно-територіальної реформи та ліквідації Краснопільського району, увійшло до складу новоутвореного Сумського району.

## Люди
В селі народився Куроєдов Микола Іванович (1919—1992) — Герой Радянського Союзу.